# Småkremla
Småkremla (Russula puellula) är en svampart som beskrevs av Ebbesen, F.H. Møller & Jul. Schäff. 1937. Småkremla ingår i släktet kremlor och familjen kremlor och riskor.  Arten är reproducerande i Sverige. Inga underarter finns listade i Catalogue of Life.

## Källor

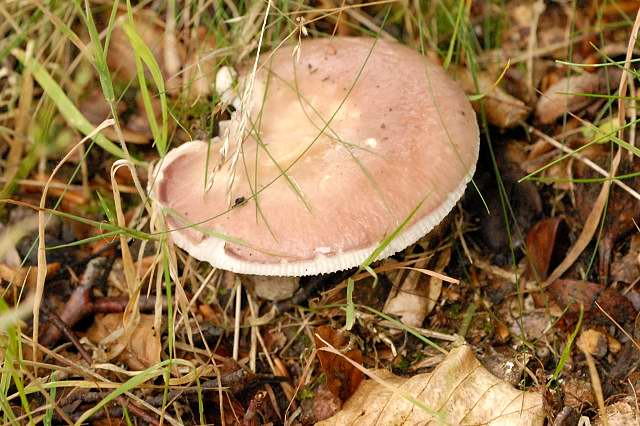
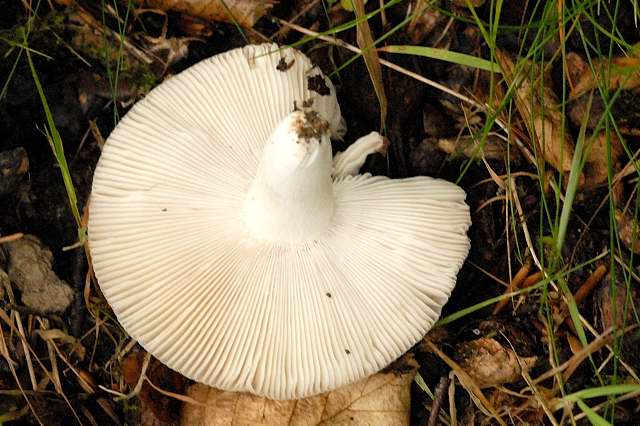